# فلیکس گوتالس
فلیکس گوتالس (فرانسوی: Félix Goethals‎; ۱۴ ژانویهٔ ۱۸۹۱ – ۲۴ سپتامبر ۱۹۶۲) دوچرخه‌سوار اهل فرانسه بود.